# Tim Lambrecht
Tim Daniel Lambrecht (Lovanio, 15 gennaio 1998) è un cestista belga.

## Palmarès
- Campionato belga: 4

Ostenda: 2015-16, 2016-17, 2017-18, 2018-19
- Coppa del Belgio: 3

Ostenda: 2016, 2017, 2018
- Supercoppa del Belgio: 3

Ostenda: 2015, 2017, 2018